# Distrito de Chadín
Chadín es un distrito de la provincia de Chota, ubicada en el departamento de Cajamarca, Perú. Según el censo de 2017, tiene una población de 3449 habitantes.
Limita por el norte con el distrito de Chimban, por el este con el distrito de Choropampa, por el sur con la provincia de Celendín y por el oeste con los distritos de Paccha y Tacabamba.

## Historia
El distrito fue creado mediante Ley N° 9607, del 18 de septiembre de 1942, en el gobierno del Presidente Manuel Prado, nombrándose a Xenón Sánchez como alcalde del Consejo Municipal.

## Capital
Tiene como capital al pueblo de Chadín. Se encuentra aproximadamente a 2350 m s. n. m. y abarca 21 comunidades campesinas. El clima es relativamente frío, aunque en algunos meses del año se presenta brillo solar intenso.

## Autoridades

### Municipales
- 2023-2026
  - Alcalde: Segundo Santiago Cabrera Delgado

## Información turística
El fervor religioso (católico en su mayoría) de este pueblo se manifiesta en el mes de mayo (25-30) cuando se rinde homenaje a la Santísima Cruz Misionera, con una serie de actividades, siendo la principal el recorrido de la imagen por las principales calles del distrito (28 de Julio, Cevallos Chávez, Gregorio Malca, etc.); del mismo modo se efectúa actividades culturales, agrícolas, deportivas, entre otras.
En la comunidad de Limache se encuentra restos de una ciudadela que aún no ha sido determinada los orígenes. Consta de un área de 1 km. a la redonda donde hay vestigios de que se erigió una ciudad de piedra. Las pinturas rupestres que se encuentra en los muros son reflejo que es del paleolítico.
En el límite con el distrito de Paccha, exactamente en la comunidad de Santa Rosa por la zona oeste se encuentra una hermosa catarata, denominada "Chorro Blanco" la cual se forma de las aguas del río Chirimayo. Tiene una caída aproximada de 150 m, que en época de invierno se manifiesta todo su esplendor, ya que el caudal se incrementa y el agua es cristalina.
A pocos kilómetros del distrito se encuentra la naciente de agua "ojo de agua" que abastece de este recurso a todo el pueblo de Chadín.